# Glen Ellyn
Glen Ellyn è un villaggio statunitense della contea di DuPage, Illinois. A luglio 2019, la popolazione era di 27 714 abitanti.

## Geografia fisica
Glen Ellyn è un sobborgo di Chicago, distante dal centro città circa 32 km. Secondo il United States Census Bureau,  il villaggio ha un'area totale di 17 km².

## Società

### Evoluzione demografica
Al censimento del 2000, c'erano 26.999 abitanti, 10.207 unità familiari e 7.195 famiglie residenti al villaggio. La densità era di 1.574,7 abitanti/km². La popolazione era composta dall'89,50% persone di razza bianca, 2,13% afro-americani, 0,14% nativi americani, 4,74% asiatici, 0,01% isolani del Pacifico, 1,83% di altre razze, e 1,66% di due o più altre razze. Gli ispanici erano il 4,72% della popolazione.
Delle 10.207 unità familiari, 36,7% avevano almeno un bambino di età inferiore ai 18 anni. Il 61% era formato da coppie sposate conviventi, 6,8% da donne sole senza marito, e il 29,5% non erano famiglie. I singoli formavano il 25,2% delle unità familiari e il 9,3% erano anziani soli di età superiore ai 65 anni. La dimensione media delle unità familiari era di 2,63, mentre quella delle famiglie era 3,21.
Nel villaggio, la popolazione era composta da 28,4% minorenni, 6,2% tra i 18 e i 24 anni, 30% tra i 25 e i 44, 24,1% tra 45 e 64, e 11,4% più anziani di 65 anni. L'età media era di 37 anni. Ogni 100 donne c'erano 95,3 uomini; ogni 100 donne con più di 18 anni c'erano 91,2 uomini.
Dai dati 2007, il reddito medio per unità familiare era di $88.332, per le famiglie, invece, $111.937. Gli uomini avevano un reddito medio di $68.630 contro $36.287 delle donne. Il reddito pro-capite era di $39.783. Un totale di 2,8% della popolazione (1,3% delle famiglie), avevano un reddito al di sotto della soglia di povertà. Il 2,4% dei minori di 18 anni e il 2% degli over 65 erano al di sotto della soglia di povertà.

## Infrastrutture e trasporti
Glen Ellyn è servita dalla Union Pacific/West Line. La stazione si trova al 551 di Crescent Blvd, vicino al cuore del distretto affaristico, a 36 km dall'Ogilvie Transportation Center, il capolinea est della West Line.
Il servizio autobus comprende le linee 715, 654 e 657, con la linea 747 che attraversa il villaggio su Roosevelt Road (la quale permette di immettersi nella Interstate 355). Il percorso ciclabile Illinois Prairie Path taglia in due il villaggio.

## Storia

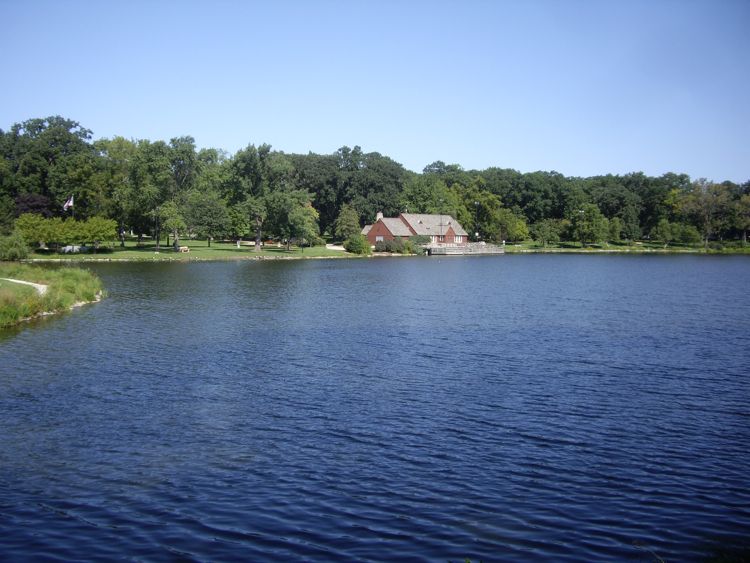
Lake Ellyn

Deacon Winslow Churchill e la sua famiglia arrivarono da New York nel 1834, diventando i primi proprietari terrieri della zona dove ora sorge Glen Ellyn. Moses Stacy, soldato della guerra anglo-americana del 1812, arrivò al villaggio nel 1835. La sua locanda, la Stacy's Tavern, costruita nel 1846 e sua seconda casa, era una sosta situata a metà tra Chicago e la Fox River Valley. La Stacy's Tavern, ora monumento storico, si trova all'intersezione tra Geneva Road e Main Street.
Il nucleo di insediamento si spostò a sud con la costruzione della ferrovia nel 1849. Nonostante non fossero previste fermate nell'area, Lewey Q. Newton cedette un diritto di passaggio alla ferrovia e si offrì di costruire un deposito e un serbatoio d'acqua a proprie spese se avessero permesso una fermata lì, che fu poi chiamata Newton Station. Entro 3 anni, il nuovo direttore della Posta chiamò il villaggio Danby, in onore del suo luogo di origine nel Vermont.
La prima chiesa fu costruita nel 1862. Varie chiese protestanti furono costruite nel paese, più di 60 anni prima che i cattolici costruissero St. Petronille e Maryknoll Seminary.
Nel 1889 Thomas E. Hill e Philo Stacy riuscirono ad arginare il flusso del fiume formando Lake Glen Ellyn, dal nome della valle in cui scorre e dalla variante gallese del nome della moglie di Hill, Ellen. L'anno seguente, furono trovate delle fonti di minerali nella zona attigua.
Nel 1891 Glen Ellyn divenne il nome ufficiale del paese. Il Lake Glen Ellyn Hotel aprì nel 1892, lo stesso anno durante il quale il distretto affaristico fu distrutto dal fuoco. Quattordici anni più tardi, l'albergo, colpito da un fulmine, bruciò fino alle fondamenta.
Nel 1907 fu organizzato il primo dipartimento antincendio. Entro la fine del XX secolo, era conosciuto come l'ultima organizzazione antincendio della contea composta da soli volontari. Durante la prima guerra mondiale, il Glen Oak Country Club servì l'Oak Park e le comunità di Glen Ellyn, e nel 1922 fu costruita la prima Glenbard High School.
Il paese ha avuto diversi nomi, ta i quali Babcock's Grove, DuPage Center, Stacy's Corners, Newton's Station, Danby, Prospect Park, e infine Glen Ellyn.

## Amministrazione

### Gemellaggi
- Calatayud, Aragona, Spagna

## Cultura di massa
Glen Ellyn è l'ambientazione del romanzo The Girl Who Owned a City di O. T. Nelson. Glen Ellyn e la Glenbard West High School furono usate come location del film Lucas, primo film con Winona Ryder. Il reality show di Fox Yearbook è stato filmato alla Glenbard West. Glen Ellyn fu usata, a giugno 2007, per girare il film Witless Protection, con Larry the Cable Guy.

## Educazione
Il campus principale del College of DuPage si trova a Glen Ellyn. I suoi ex-alunni più conosciuti sono gli attori John Belushi e suo fratello James Belushi.
Le scuole elementari di Glen Ellyn fanno parte del Glen Ellyn School District 41 e del Community Consolidated School District 89. I licei appartengono al Glenbard Township High School District 87. Esiste inoltre una scuola privata cattolica, la St. Petronille, che copre tutto il percorso di studi fino alle scuole medie.